# Diamesa dampfi
Diamesa dampfi är en tvåvingeart som först beskrevs av Jean-Jacques Kieffer 1924.  Diamesa dampfi ingår i släktet Diamesa och familjen fjädermyggor. Inga underarter finns listade i Catalogue of Life.